# آيات خضورة
أيات خضورة (1996-2023) هي صحفية فلسطينية، ولدت في بيت لاهيا شمال قطاع غزة، حاصلة على درجة البكالوريوس في الإعلام الرقمي من جامعة القدس المفتوحة، عملت محررة ومسؤولة عن العلاقات العامة في معهد دوز، وأنشأت العديد من المدونات للعديد من الشركات الخاصة في مجال الإعلانات وحاصلة على شهادة من حاضنة الأعمال (BTI) بعد تدربها لمدة ثمانية أشهر على التحرير الصوتي. وأعدت تقرير حول مشكلة مكب النفايات وكيفية حل المشكلة.
وعبر حسابها على الإنستغرام قبيل استشهادها نشرت فيديو قالت فيه: "كان لدينا أحلام كبيرة ولكن أحلامنا الآن هي أن نستشهد جسدًا واحدًا وليس أشلاءً".
أُغتيلت برفقة جدتها وثلاثة من إخوتها مساء 21 نوفمبر 2023 خلال ضربةٍ جوية نفذتها القوات الجوية الإسرائيلية على منزلها الكائن في بيت لاهيا شمال مدينة غزة، وذلك خلال الرد الإسرائيلي على عملية طوفان الأقصى.